# Talsperre Arade
Die Talsperre Arade (portugiesisch Barragem do Arade) liegt im Distrikt Faro der Region Algarve Portugals. Sie staut den Fluss Arade zu einem Stausee (port. Albufeira da Barragem do Arade) auf. Die Stadt Silves liegt etwa acht Kilometer südwestlich der Talsperre Arade. Flussaufwärts liegt die Talsperre Funcho.
Die Talsperre Arade wurde von 1944 bis 1956 während der Regierungszeit von António de Oliveira Salazar erbaut. Sie dient der Bewässerung und in geringem Maße auch der Stromerzeugung. Die Talsperre ist im Besitz der Associação de Regantes e Beneficiários de Silves, Lagoa e Portimão.

## Absperrbauwerk
Das Absperrbauwerk bildet ein Staudamm mit einem Tonkern und einer Höhe von 50 m über der Gründungssohle (42,5 m über dem Flussbett). Die Dammkrone liegt auf einer Höhe von 65 m über dem Meeresspiegel. Die Länge der Dammkrone beträgt 246 m und ihre Breite 9 m. Das Volumen des Bauwerks beträgt 654.000 m³.
Der Staudamm verfügt sowohl über einen Grundablass als auch über eine Hochwasserentlastung mit vier Toren auf der linken Seite des Damms. Über den Grundablass können maximal 30 m³/s abgeleitet werden, über die Hochwasserentlastung maximal 500 m³/s.

## Stausee
Beim normalen Stauziel von 61 m (max. 62,5 m bei Hochwasser) erstreckt sich der Stausee über eine Fläche von rund 1,82 km² und fasst 28,389 Mio. m³ Wasser – davon können 26,744 Mio. m³ genutzt werden. Das minimale Stauziel liegt bei 34,5 m.

## Kraftwerk
Laut APA produziert das Kraftwerk Arade durchschnittlich 1,35 Mio. kWh Energie im Jahr. Andere Quellen behaupten, dass der Damm ausschließlich der Bewässerung dient bzw. dass das Kraftwerk außer Betrieb ist. Nach der mündlichen Auskunft des Betreibers am 30. März 2015 wurde früher einmal Strom produziert, jetzt aber nicht mehr.